# 旺迪耶尔
旺迪耶尔（法語：Vandières，法語發音：[vɑ̃djɛʁ]）是法国默尔特-摩泽尔省的一个市镇，位于该省中部，属于南锡区。

## 地理
旺迪耶尔（48°57'15"N, 6°2'11"E）面积12.35 平方千米，位于法国大東部大區默尔特-摩泽尔省，该省份为法国东北部内陆省份，是洛林的一部分，北邻比利时、卢森堡，北起顺时针与摩泽尔省、下莱茵省、孚日省和默兹省接壤。
与旺迪耶尔接壤的市镇（或旧市镇、城区）包括：摩泽尔河畔帕尼、蓬塔穆松、摩泽尔河畔尚佩、诺鲁瓦莱蓬塔穆松、普雷尼、特雷河畔维尔塞、维莱苏普雷尼、维通维尔。
旺迪耶尔的时区为UTC+01:00、UTC+02:00（夏令时）。

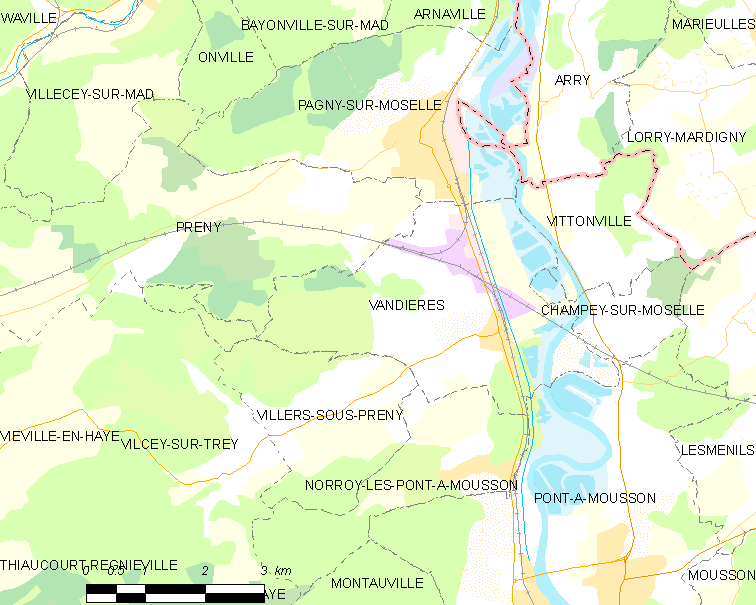
旺迪耶尔的OSM定位图

## 行政
旺迪耶尔的邮政编码为54121，INSEE市镇编码为54546。

## 政治
旺迪耶尔所属的省级选区为蓬塔穆松县。

## 交通
法国高速铁路东线和卢森堡－第戎铁路在旺迪耶尔境内交汇。

## 人口

1962-2008年间旺迪耶尔人口变化图示

旺迪耶尔于2022年1月1日时的人口数量为932人。